# Силас Киплагат
Силас Киплагат (енгл. Silas Kiplagat; 20. август 1989.) кенијски је атлетичар специјализован за трку на 1.500 метара . 
Рођен у селу Сибо, округ Мараквет. Почео је да озбиљно да тренира атлетику 2008. године након што је завршио средњу школу и упознао Семија Китвару који је га је одвео код свог тренера Мозеса Киптануија. У почетку је желео да прати Китвару и да тренира за дугопругашке трке, али Киптануи је препознао Силасову брзину и наговорио га да покуша са средњепругашким тркама.
На Афричком првенству 2010. завршио је на четвртом месту. На Играма Комонвелта 2010. у Њу Делхију Киплагат је постао шампион победивши браниоца титуле Ника Вилиса.
Киплагат је освојио сребро у финалу трке на 1.500 метара на Светском првенству 2011. у времену 3:35,92. Учествовао је на Олимпијским играма 2012. и завршио на 7. месту у финалу трке на 1.500 метара са временом 3:36,19.